# María Teresa Chiramel Mankidiyan

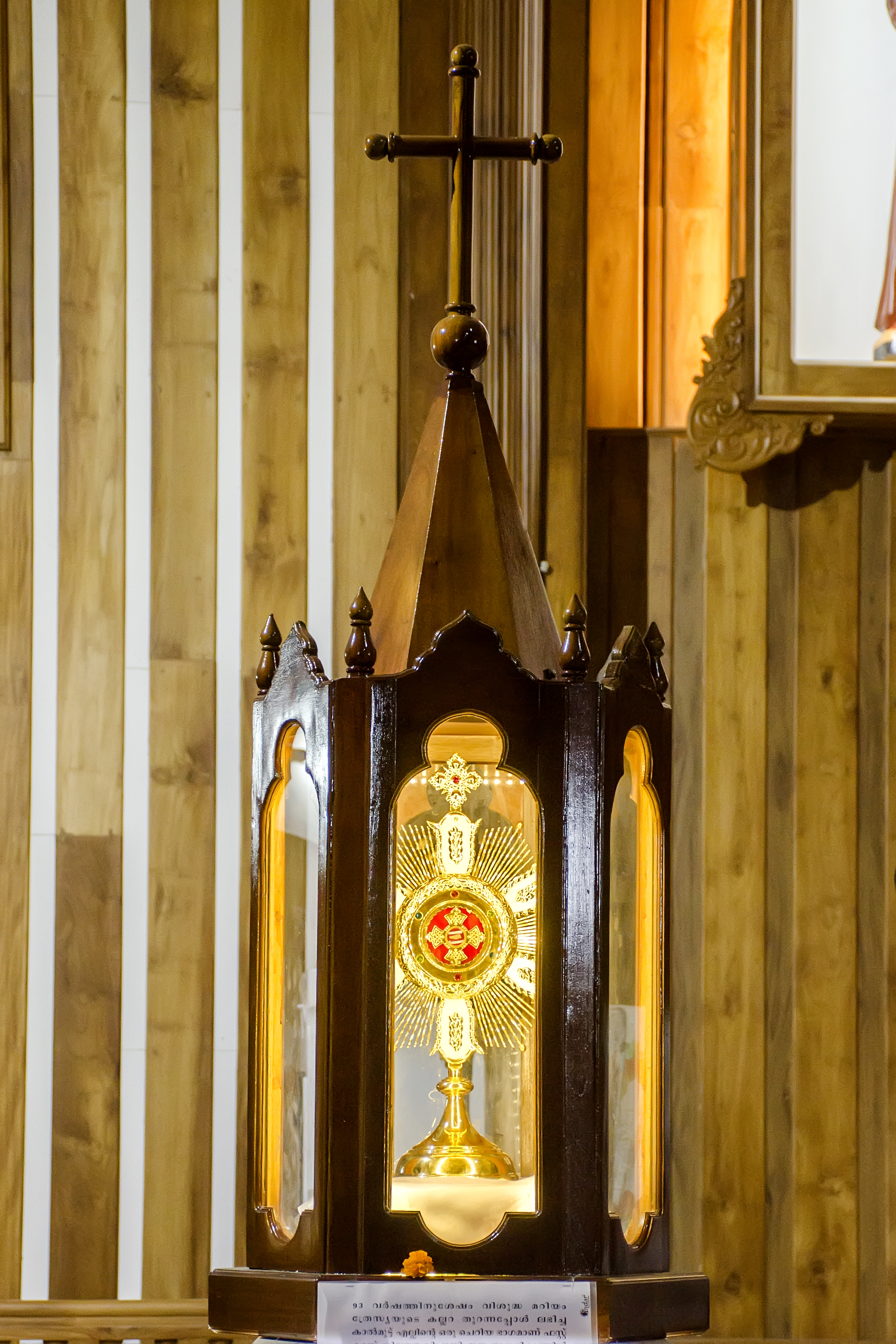
Una reliquia de María Teresa

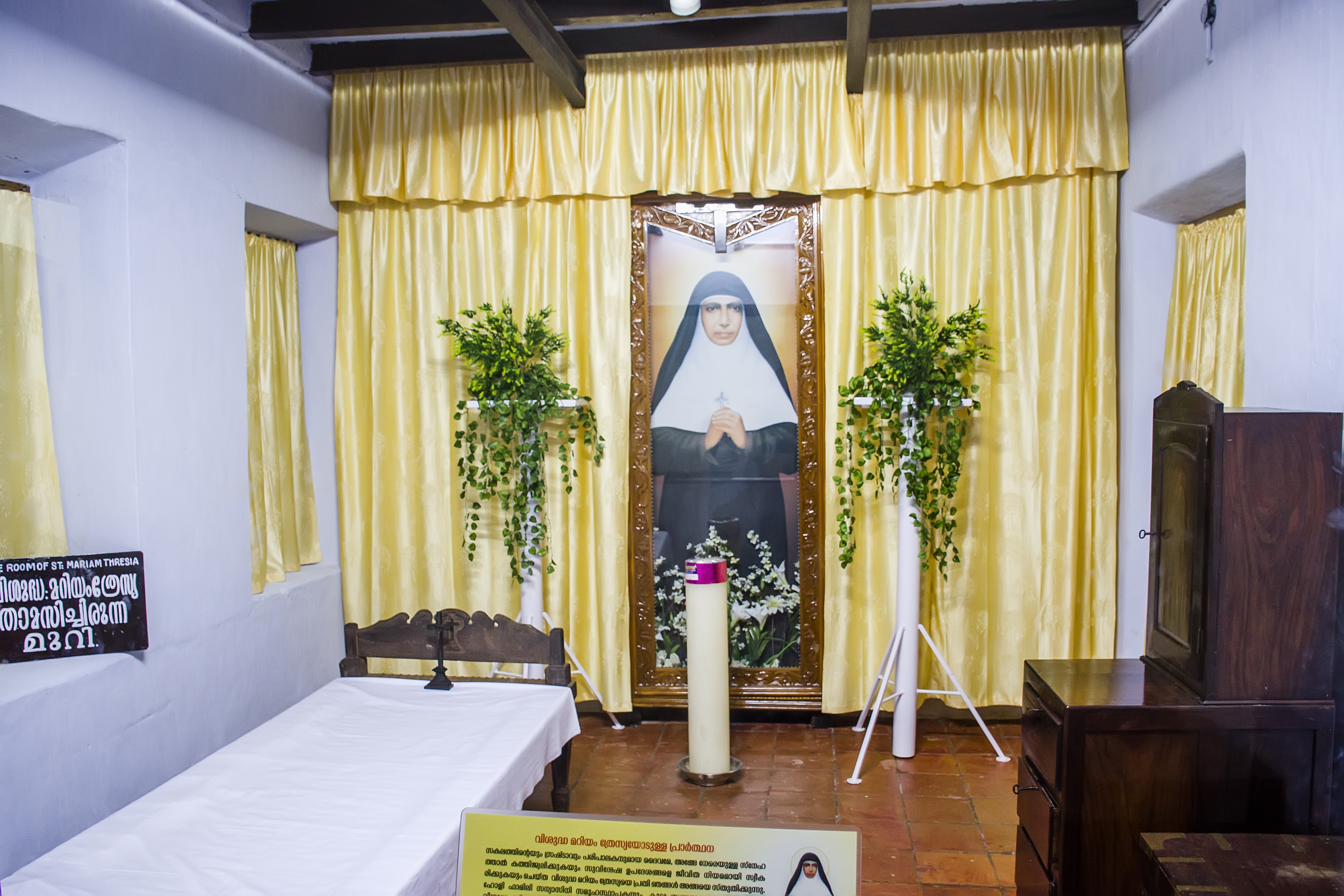
El cuarto donde santa María Teresa vivió

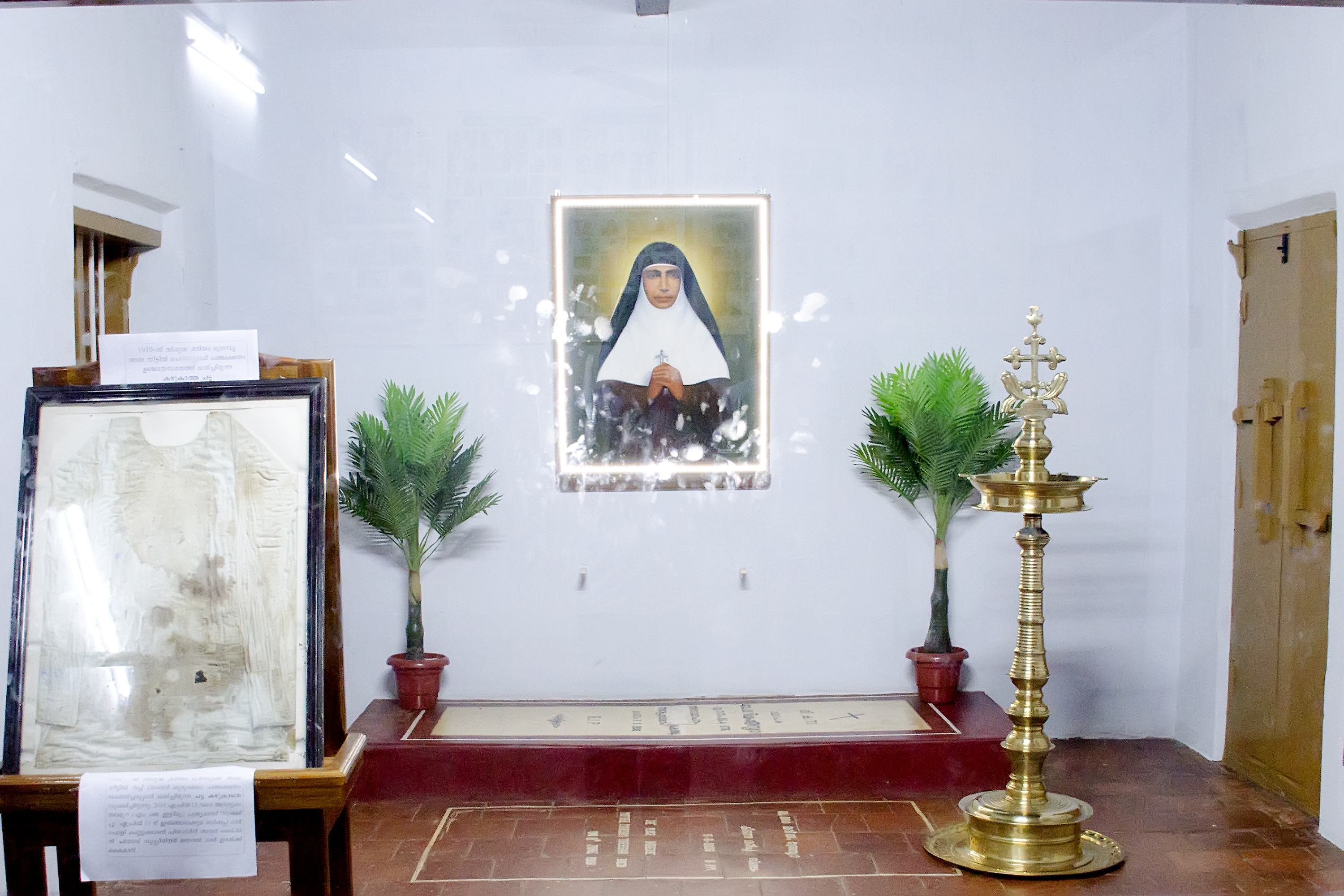
El cuarto donde santa María Teresa murió.

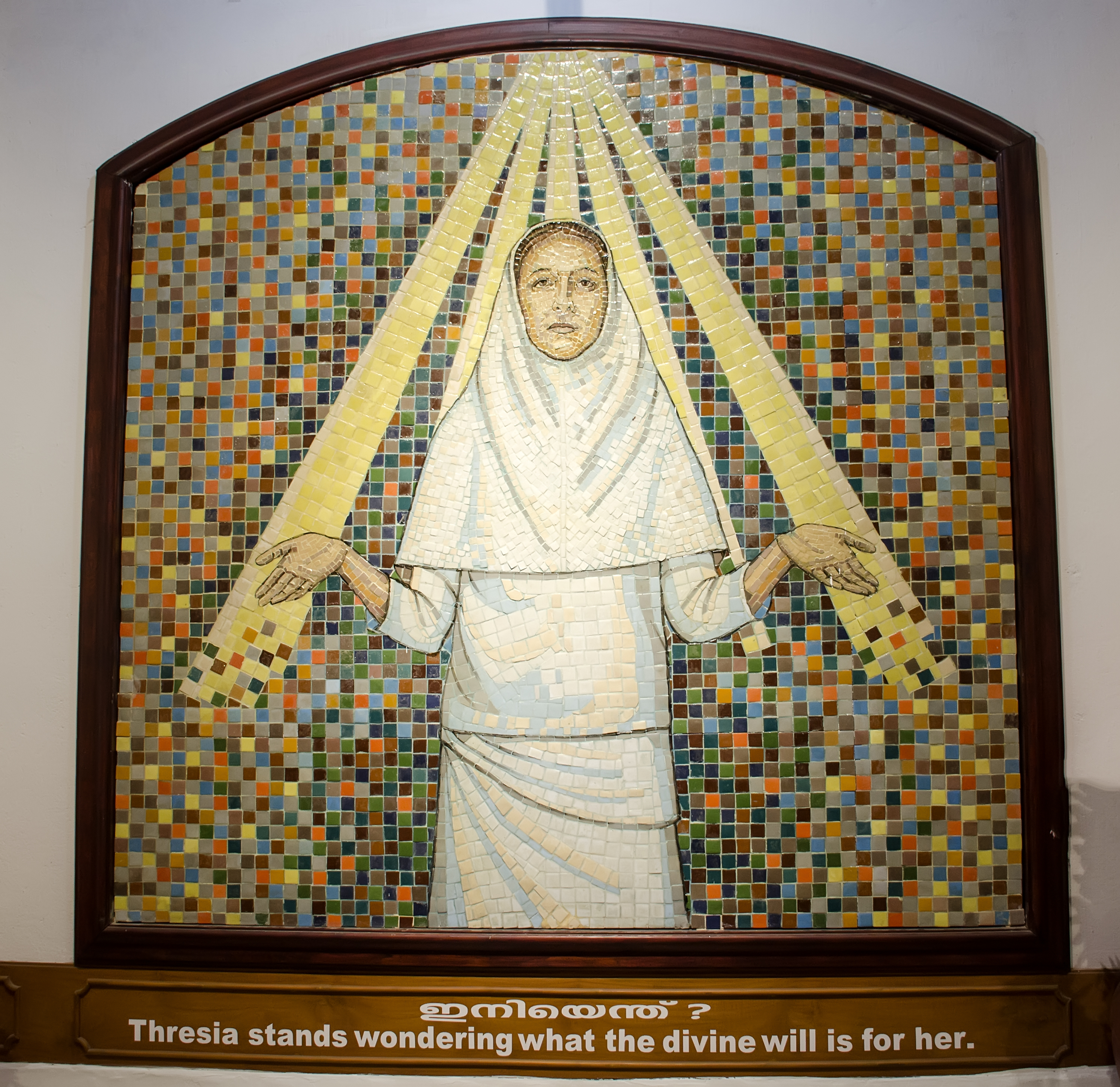
Un retrato de santa María Teresa exhibido en un museo.

María Teresa Chiramel Mankidiyan (26 de abril de 1876 - 8 de junio de 1926) nacida como Teresa Chiramel Mankidiyan fue una religiosa india católica siro-malabar y fundadora de la Congregación de las Hermanas de la Sagrada Familia.
Teresa Mankidiyan se hizo conocida por recibir frecuentes visiones y éxtasis, así como por recibir los estigmas que mantenía bien guardados. Ella había estado involucrada en el trabajo apostólico toda su vida y presionó por una estricta adhesión a las reglas de su orden entre sus compañeras religiosas.
El papa Juan Pablo II beatificó a la difunta monja el 9 de abril de 2000. El Papa Francisco aprobó un segundo milagro atribuido a ella a principios de 2019 y fue canonizada el 13 de octubre de 2019.

## Vida
Teresa Chiramel Mankidiyan nació en Puthenchira en el distrito de Thrissur el 26 de abril de 1876 como la tercera de cinco hijos de sus padres Thoma y Thanda, y más tarde fue bautizada el 3 de mayo de 1876 en la iglesia de Santa María; fue nombrada así en honor a santa Teresa de Ávila. Su tío paterno Antony Chiramel Mankidiyan fue su padrino y su esposa Anna fue la madrina. Su familia fue una vez rica, aunque se volvió pobre cuando su abuelo casó a siete hijas después de vender propiedades por cada dote; esto llevó a que sus hermanos y su padre comenzaran a beber. Su madre fue la segunda esposa de su padre; Mariamkutty, la primera esposa de su padre, murió durante un parto en 1872. Tuvo dos hermanas y dos hermanos: Porinchu, Mariamkutty, Ouseph y Ittianam; ella nació entre Mariamkutty y Ouseph.
En 1884 su madre intentó en vano disuadir a la piadosa niña de sus severos ayunos y vigilias nocturnas. Su madre murió el 2 de marzo de 1888 después de bendecir a sus hijos que se reunieron en su lecho de muerte. La muerte de su madre marcó la conclusión de sus estudios y, en cambio, se dedicó a la contemplación en su iglesia parroquial local. Hizo un voto privado de permanecer casta en 1886. En 1891 tramó un plan para escaparse de casa y llevar una vida de penitencia en las colinas, pero pronto decidió no hacerlo y regresó a casa. Desde 1904 deseaba ser llamada "María" bajo la creencia de que tuvo una visión de la Santísima Virgen María en la que se le indicó que la añadiera a su nombre.
En 1903 solicitó a Mar John Menachery, el arzobispo de Thrissur, que construyera una casa de retiro, pero fue rechazada. Esto sucedió después de que ella formó un grupo con otros tres amigos y se comprometió en el trabajo apostólico con familias pobres. En cambio, Menachery sugirió que hiciera un esfuerzo para unirse a una congregación religiosa y la animó a unirse a la nueva Congregación de los Claristas Franciscanos, pero se fue porque no se sentía la llamada a ello. Más tarde, Mankidiyan aceptó la solicitud de Menachery en 1912 para unirse a los carmelitas en Ollur y estuvo allí desde el 26 de noviembre de 1912 hasta que se fue el 27 de enero de 1913 porque tampoco se sentía atraída a ellos. En 1913 instaló una casa en Puthenchira y el 14 de mayo de 1914 fundó la Congregación de la Sagrada Familia a la que profesó y adquirió el hábito; ella fue la primera superiora de la orden.

## Estigmas
Se decía que había tenido una variedad de experiencias espirituales, como recibir los estigmas y ocultar esto a la vista del público; tuvo esto por primera vez en 1905, aunque se hizo más visible el 27 de enero de 1909. Ella también supuestamente sufrió una serie de ataques demoníacos.
En 1926, un objeto que cayó la golpeó en la pierna y la herida pronto se enconó. Mankidiyan fue admitida en el hospital local aunque los médicos consideraron que su condición era fatal y fue trasladada en un carro tirado por bueyes de regreso a su convento, donde el 7 de junio de 1926 recibió los sacramentos finales y el Viático.

## Muerte
Murió a las 10 de la noche del 8 de junio de 1926 a causa de la herida en la pierna que su diabetes agravó. Sus últimas palabras fueron: "Jesús, María y José; les doy mi corazón y mi alma", luego cerró los ojos y murió. En la mañana de su muerte fue tendida en el suelo sobre una estera a petición suya con su director espiritual y compañeros religiosos acurrucados a su alrededor. Su funeral se celebró el 9 de junio y, de acuerdo con sus deseos, sus restos no fueron lavados antes de su funeral.

## Canonización
El proceso de beatificación se inició en Irinjalakuda el 12 de julio de 1982 después de que la Congregación para las Causas de los Santos la tituló como Sierva de Dios y emitió el "nihil obstat" (nada en contra) oficial a la causa mientras que el proceso cognitivo se abrió el 14 de mayo de 1983 y concluyó su actividad el 24 de septiembre de 1983; la Congregación para las Causas de los Santos luego validó el proceso después de su conclusión en Roma el 8 de noviembre de 1985 y recibió el expediente Positio de la postulación una década más tarde en 1997.
La junta de historiadores se reunió para evaluar la causa y determinar si existían obstáculos históricos antes de emitir su aprobación para la causa el 27 de mayo de 1997, momento en el que los teólogos lo aprobaron el 9 de octubre de 1998 al igual que la Congregación para las Causas de los Santos el 19 de abril de 1999. El papa Juan Pablo II nombró Venerable a la difunta religiosa el 28 de junio de 1999 después de confirmar que había vivido una vida de virtudes heroicas. La investigación del milagro requerido para la beatificación se llevó a cabo en la eparquía de Trissur del 28 de abril de 1992 al 26 de julio de 1993 y fue validada el 22 de enero de 1999 antes de recibir la aprobación de la junta médica el 16 de noviembre de 1999.
Luego, los teólogos expresaron su propia aprobación el 5 de enero de 2000. El milagro fue el de la curación de un tal Mathew D. Pellissery, que nació en 1956 con un pie zambo congénito. Apenas podía caminar con gran dificultad sobre los lados de sus pies hasta los catorce años. Después de 33 días de ayuno y oración de toda la familia, invocando la ayuda de María Teresa, su pie derecho fue enderezado durante el sueño la noche del 21 de agosto de 1970. De manera similar, después de 39 días de ayuno y oración, su pie izquierdo también fue enderezado durante la noche mientras dormía el 28 de agosto de 1971. Desde entonces, Mathew ha podido caminar con normalidad. Esta doble curación fue declarada inexplicable en términos de ciencia médica por hasta nueve médicos en India e Italia y, por lo tanto, cumplió con el último requisito canónico para su beatificación. Fue declarado milagro obtenido por intercesión de María Teresa por la Congregación para las Causas de los Santos el 18 de enero de 2000, antes de que el papa lo aprobara definitivamente el 27 de enero de 2000. Juan Pablo II beatificó a María Teresa el 9 de abril de 2000 en la plaza de San Pedro. Mathew Pellissery estuvo presente allí durante la ceremonia de beatificación en la Plaza de San Pedro.
El segundo milagro -y el necesario para su canonización- fue investigado en la diócesis de su origen y luego recibió la validación formal de la Congregación para las Causas de los Santos en Roma el 24 de junio de 2014. La curación milagrosa del niño Christopher recibió la aprobación de la junta médica en Roma en marzo de 2018 y los teólogos la confirmaron posteriormente en octubre de 2018. El Papa Francisco aprobó este milagro el 12 de febrero de 2019 que lo autorizó para la canonización que se celebró el 13 de octubre de 2019.
El postulador de esta causa fue el sacerdote jesuita George Nedungatt.